# طوفان (فیلم ۲۰۰۲)
طوفان (انگلیسی: Toofan) یک فیلم در ژانر اکشن است. از بازیگران آن می‌توان به شان شاهید، ریشم، ارباز خان، معمر رانا، نرگس دات و صائمه اشاره کرد.